# Zespół Pieśni i Tańca UM
Zespół Pieśni i Tańca Uniwersytetu Medycznego w Lublinie – pierwszy i jedyny w Polsce i w Europie zespół folklorystyczny na uczelni medycznej.
Założony w 1979 przez Krystynę Maciąg; siedziba zespołu mieści się w Domu Dom Studenta nr 3 Uniwersytetu Medycznego w Lublinie.

## Historia zespołu
Zespół Pieśni i Tańca Uniwersytetu Medycznego w Lublinie powstał jesienią 1979 roku. Jego założycielką i obecnym Dyrektorem Artystycznym jest pani Krystyna Maciąg. Wraz z grupą osób zafascynowanych polskim folklorem postawiła sobie wyzwanie stworzenia pierwszego w Polsce i Europie zespołu folklorystycznego na Uczelni Medycznej. Niełatwo jest pogodzić trudne i pracochłonne studia medyczne z tak dalece od nich odbiegającymi zainteresowaniami folklorem i pracą w Zespole, jednak tej grupie tanecznej udało się tego dokonać. Dzięki wspólnym wysiłkom kierownictwa oraz członków Zespołu oraz dzięki przychylności Władz Akademii Medycznej w Lublinie, już wiosną 1980 roku Zespół Pieśni i Tańca zaprezentował się po raz pierwszy na scenie. Był to koncert z okazji Dnia Pracownika Służby Zdrowia. Ogromnym przeżyciem dla tancerzy i wyróżnieniem dla Zespołu był koncert dla Ojca Świętego – Jana Pawła II na prywatnej audiencji w Castel Gandolfo w dniu 5 sierpnia 1987. W ciągu 35 lat nieprzerwanej działalności w Zespole pracowało łącznie 3150 studentów i lekarzy medycyny, a efektem tego było 1225 koncertów w kraju, jak i poza jego granicami.
W chwili obecnej w Zespole pracują trzy grupy taneczne, kapela oraz soliści – w sumie ponad 150 osób. W większości są to studenci oraz absolwenci lubelskiej AM. Jednym z powodów do dumy jest fakt, że członkowie Zespołu są równocześnie bardzo dobrymi studentami, o czym świadczą otrzymywane corocznie Dyplomy Lekarza z wyróżnieniem. Wielu spośród byłych i obecnych członków jest asystentami lub adiunktami lubelskiej AM, lub piastuje kierownicze stanowiska w Ochronie Zdrowia na terenie całego kraju.
W swoim programie Zespół prezentuje tańce i przyśpiewki ludowe oraz utwory instrumentalne na kapelę z wielu regionów Polski, a mianowicie: lubelskiego, rzeszowskiego, krakowskiego, żywieckiego, Wielkopolski, Łowicza, Śląska, Nowego Sącza, a także tańce narodowe: Polonez, Krakowiak, Kujawiak z oberkiem oraz Mazura z okresu Księstwa Warszawskiego. Zespół posiada bogaty program tańców z regionu Lubelszczyzny. Są to tańce lubelskie, powiślańskie, podlaskie, zamojskie i biłgorajskie. Całość programu to prawie trzygodzinne barwne widowisko prezentowane w przepięknych, polskich kostiumach ludowych, spontanicznie i żywiołowo wykonywane przez tancerzy-medyków.
Od samego początku z Zespołem pracuje Pani Krystyna Maciąg – choreograf, pedagog i przyjaciel młodzieży. Nad stroną muzyczną czuwa nieprzerwanie Pan Ludwik Piłat. Kolejnymi kierownikami organizacyjnymi Zespołu byli w latach 1979–1992 – dr med. Ryszard Sekrecki, w latach 1992–2001 – dr med. Mariusz Mydlarczyk, zaś od roku 2002 funkcję tę pełni lek. med. Jarosław Kałakucki.

## Odznaczenia Zespołu Pieśni i Tańca
Zespół Pieśni i Tańca jest laureatem wielu festiwali i konkursów. Za swoją działalność artystyczną Zespół został odznaczony:
1. Złotą Odznaką ZSP.
2. Odznaką Za Zasługi Dla Lublina.
3. Odznaką Zasłużony Dla Lubelszczyzny.
4. Dyplomem Honorowym Ministerstwa Zdrowia i Opieki Społecznej.
5. Dyplomem Honorowym Ministerstwa Kultury i Sztuki.
6. Medalem Prezydenta Miasta Lublin.

W związku z Jubileuszem 30-lecia Zespołu Pieśni i Tańca w roku 2009 Kierownictwo i Członkowie Zespołu otrzymali m.in.:
1. Medal Zasłużony Kulturze Gloria Artis.
2. Medale Za Długoletnią Służbę I, II i III stopnia.
3. Odznaki Honorowe Zasłużony Dla Województwa Lubelskiego.
4. Odznaki Zasłużony Działacz Kultury.
5. Dyplomy okolicznościowe Prezydenta miasta Lublin.
6. Dyplomy okolicznościowe Wojewody Lubelskiego.
7. Dyplomy okolicznościowe Marszałka Województwa Lubelskiego.
8. Dyplomy okolicznościowe JM Rektora UM w Lublinie.
9. Nagrody w Dziedzinie Twórczości Artystycznej, Upowszechniania i Ochrony Dóbr Kultury[2].

## Wyjazdy zagraniczne Zespołu Pieśni i Tańca UM
Przez 40 lat działalności Zespół Pieśni i Tańca Uniwersytetu Medycznego w Lublinie koncertował we wszystkich krajach Europy:
- Bułgaria – tournée w roku 1983
- Belgia – tournée w roku 1990
- Białoruś – tournée w roku   1999
- Boliwia – tournée w roku   1987
- Brazylia – tournée w roku   1994
- Chiny – tournée w latach 2003, 2004
- Egipt– tournée w roku 1999
- Francja – tournée w latach 1984, 1988, 2012, 2015
- Grecja – tournée w latach 1986, 1988, 2001, 2018
- Hiszpania – tournée w latach 1995, 2005
- Holandia – tournée w latach 1990, 1998
- Jugosławia – tournée w roku  1986
- Korea Południowa – tournée w roku 2000
- Macedonia Północna – tournée w roku 2016
- Meksyk – tournée w roku 1996
- Niemcy – tournée w latach 1984, 1988
- Peru – tournée w roku   1987
- Portugalia – tournée w latach 1995, 2017
- Rumunia – tournée w roku   2010
- Szwecja – tournée w roku  1993
- Tajlandia – tournée w roku 2007
- Tajwan – tournée w roku   1997
- Turcja – tournée w latach  1982, 1989, 1990, 2010, 2014
- Ukraina – tournée w roku   2002
- Wielka Brytania – tournée w latach 1986, 1988
- Włochy – tournée w latach 1984, 1987, 1992
- Sardynii – tournée w latach 1996, 2000